# Baño de hormigas

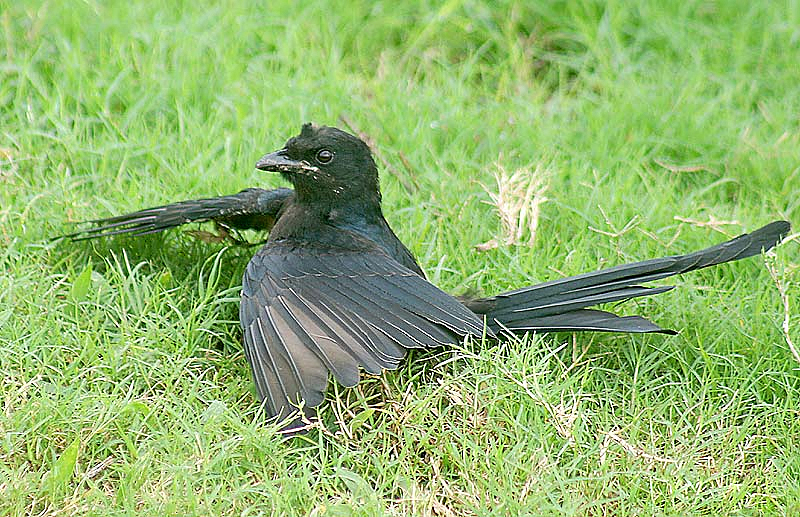
Un drongo negro bañándose en hormigas.

El baño de hormigas es un comportamiento propio de las aves en el que se restriegan las plumas con ciertos insectos, generalmente hormigas, que segregan líquidos con sustancias químicas tales como el ácido fórmico, que puedan actuar como insecticidas, garrapaticidas, fungicidas o bactericidas. Esto también es un suplemento al propio aceite de acicalamiento. En lugar de las hormigas las aves pueden restregarse también con milpiés. El baño de hormigas es un comportamiento observado en más de 250 especies de aves.

## Historia
Este comportamiento fue descrito por primera vez por Erwin Stresemann en Alemania denominado como einemsen en Ornithologische Monatsberichte XLIII. 138 en 1935. Salim Alí interpretó una observación de su primo Humayun Abdulali en el volumen de 1936 del Journal of the Bombay Natural History Society con una discusión sobre el trabajo de Stresemann y la sugerencia de que el término podía traducirse al inglés como anting.

## Variaciones
Algunas aves incluidas los estorninos, charlatanes, tanagras, arrendajo azul y tejedores se hormiguean activamente; es decir, recogen hormigas con sus picos y las restriegan sobre sus plumas. Existen también baños de hormigas pasivos, cuando las aves se echan sobre hormigueros, como en el arrendajo común, los cuervos y las estríldidos.
Se ha observado a algunas aves empolvarse con tierra de los hormigueros y esto algunos lo consideran un equivalente del baño de hormigas.

## Función
Se ha sugerido que el baño de hormigas actúa como una forma de reducir en las plumas los parásitos, como las garrapatas, o en el control de hongos y bacterias, sin embargo no ha existido apoyo convincente para ninguna de las teorías. La elección de las hormigas usadas indica sin embargo que las sustancias químicas que ellas liberan son de alguna forma importantes. Algunos casos de "baño de hormigas" involucran el uso de milpiés y estos también son conocidos por liberar potentes sustancias químicas defensivas.
El tratamiento de las plumas con sustancias químicas puede provenir también de otros organismos, como moluscos o plantas. Tal es el caso del monarca elapaio de Hawái que ha sido visto impregnando sus plumas, como en el acicalamiento, con el caracol Oxychilus alliarius y con el fruto de la planta Schinus terebinthifolius (copal brasilero, anacardiácea), especies no nativas con propiedades antibióticas. En estas islas las hormigas tampoco son nativas.
Se ha sugerido que el baño de hormigas puede estar relacionado con la muda de plumas, sin embargo esta correlación puede ser atribuida a mayor actividad de las hormigas durante el verano.